# Conger (Minnesota)
Conger és una població dels Estats Units a l'estat de Minnesota. Segons el cens del 2000 tenia 133 habitants.

## Demografia
Segons el cens del 2000, Conger tenia 133 habitants, 59 habitatges, i 42 famílies. La densitat de població era de 427,9 habitants per km².
Dels 59 habitatges en un 18,6% hi vivien nens de menys de 18 anys, en un 62,7% hi vivien parelles casades, en un 6,8% dones solteres, i en un 28,8% no eren unitats familiars. En el 28,8% dels habitatges hi vivien persones soles l'11,9% de les quals corresponia a persones de 65 anys o més que vivien soles. El nombre mitjà de persones vivint en cada habitatge era de 2,25 i el nombre mitjà de persones que vivien en cada família era de 2,76.
Per edats la població es repartia de la següent manera: un 17,3% tenia menys de 18 anys, un 7,5% entre 18 i 24, un 26,3% entre 25 i 44, un 21,1% de 45 a 60 i un 27,8% 65 anys o més.
L'edat mediana era de 45 anys. Per cada 100 dones de 18 o més anys hi havia 89,7 homes.
La renda mediana per habitatge era de 32.500 $ i la renda mediana per família de 41.250 $. Els homes tenien una renda mediana de 26.875 $ mentre que les dones 18.125 $. La renda per capita de la població era de 17.944 $. Entorn del 3,8% de les famílies i el 4,1% de la població estaven per davall del llindar de pobresa.

## Poblacions més properes
El següent diagrama mostra les poblacions més properes.